# Malabadi-Brücke
Die Malabadi-Brücke (türkisch Malabadi Köprüsü, kurdisch Pira Malabadê) ist eine steinerne Bogenbrücke über den Fluss Batman Çayı bei Silvan in der Provinz Diyarbakır im Südosten der Türkei. Die Brücke steht auf der Tentativliste des UNESCO-Welterbes. Mit 40,86 Metern lichter Weite und 281,76 Metern Gesamtlänge ist sie eine der längsten Steinbogenbrücken der Welt.

## Geschichte
Mit dem Bau der Brücke wurde im islamischen Jahr 541 AH (1146/47) während der Zeit der Ortoqiden-Dynastie begonnen. Fertiggestellt wurde die Brücke 1153/54. Die Brücke wurde vom Emir von Mardin und Maiyafariqin (heute Silvan) Timurtasch in Auftrag gegeben, dem Sohn von Ilghazi und Enkel von Ortoq. Das Bauwerk war Teil der Handelsroute, die von Cizre bis nach Westanatolien reichte.
Nach dem Geschichtsschreiber Ibn al-Azraq al-Fariqi ersetzte die neue Brücke eine ältere, die im Jahr 48 AH (668/69) erbaut worden und 539 AH (1144/45) eingestürzt war. Allerdings ist eine genaue Bestimmung der Brücke aufgrund von divergierenden Angaben in zwei Manuskripten von Al-Fariqi unklar, ob es sich bei der Malabadi-Brücke um die Qaramān- oder die Aqramān-Brücke handelt. Allerdings lassen viele Aspekte der geographischen Beschreibung und der Beschreibung historischer Ereignisse eine Identifikation wahrscheinlich werden.
Al-Fariqi berichtete, dass der Bau der Brücke von Timurtasch, dem Emir von Mardin, im Jahr 541 AH in Auftrag gegeben und von dem Baumeister al-Zāhid bin al-Ṭawīl ausgeführt wurde. Nachdem al-Zāhid den östlichen Teil der Brücke fertiggestellt hatte, zerstörte eine Flut das begonnene Bauwerk. Al-Zāhid wurde für seine „fehlerhafte Handwerkskunst“ bestraft und durch Amir Saif al-Dīn Shīrbārīk Maudūd bin ʿAlī bin Artuq ersetzt. Shīrbārīk startete einen neuen Anlauf unter der Aufsicht von Abuʾl-Khair bin al-Ḥakīm al-Fāsūl. Man benutzte nun massives Bauholz für die Konstruktion. Im Jahr 548 war die Brücke weitgehend fertiggestellt, allerdings war beim Tode von Timurtasch am 2 Dhuʾl-Qaʿda 548 (18. Januar 1154) der Brückenbogen noch nicht komplett. Timurtaschs Nachfolger befahl den Weiterbau der Brücke, die nach erneuten Zerstörungen durch eine Flut endlich fertiggestellt werden konnte.
Der französische Architekturhistoriker Albert Gabriel und der Epigrafiker Jean Sauvaget besuchten die Brücke im Jahr 1932 und Sauvaget erkannte eine Inschrift mit dem Namen Timurtaschs und der Jahreszahl 542, die eventuell mit dem Start des Neubaus durch Shīrbārīk zusammenhängt.
Die Brücke wurde im späten 12. Jahrhundert erstmals saniert, dann zwischen 1954 und 1985 und zuletzt zwischen 2009 und 2013. Die Brücke ist in dieser Region die einzige über den Fluss und war bis in die 1950er Jahre in Gebrauch. Erst dann wurde wenige Meter stromaufwärts eine neue Brücke errichtet.
Die massive Kalksteinbrücke ist insgesamt 281 Meter lang und 7 Meter breit. Die lichte Weite des Brückenbogens beträgt 40,86 Meter, die Brücke ist im Zentrum des Brückenbogens rund 24,5 Meter hoch. In die westliche Brückenrampe ist ein kleiner Rundbogen eingelassen, der Wasser bei Fluten durchlassen soll und von zwei Blindbögen begleitet wird. Zwei weitere Spitzbögen befinden sich weiter westlich in der Brückenrampe. Die westliche Brückenrampe ist nach Westen stark angewinkelt. Westlicher Brückenpfeiler und östliches Widerlager liegen am Ufer des Flusses. Über dem Brückenpfeiler erhebt sich auf der Brücke ein Tor. Hier finden sich auch zwei Figuren, von denen eine sitzt und die andere steht. Der osmanische Schriftsteller Evliya Çelebi berichtete in einem Reisetagebuch, dass einst auf beiden Seiten der Brücke Eisentore standen und dort von den Reisenden eine Maut erhoben wurde. Die Zwickel des Hauptbogens enthalten kleine Ruheräume für Reisende.

## Denkmalschutz
Seit 1980 steht die Brücke unter Denkmalschutz. Im Jahr 2016 wurde das Bauwerk in die Tentativliste des UNESCO-Welterbes aufgenommen.